# Coste
En economía de la empresa, el coste o costo es el valor monetario de los consumos de factores que supone el ejercicio de una actividad económica destinada a la producción de un bien, servicio o actividad. Todo proceso de producción de un bien supone el consumo o desgaste de una serie de factores productivos, por lo que el concepto de coste está íntimamente ligado al sacrificio en que se incurre para producir tal bien. Todo costo conlleva un componente de subjetividad que toda valoración supone.
Desde un punto de vista más amplio, en la economía del sector público, se habla de costes sociales para recoger aquellos consumos de factores (por ejemplo naturales o ambientales), que no son sufragados por los fabricantes de un bien y por tanto excluidos del cálculo de sus costes económicos, sino que por el contrario son pagados por toda una comunidad o por la sociedad en su conjunto. Un caso típico de costo social es el del deterioro de las aguas de un río derivado de la instalación de una fábrica de un determinado bien. Si no existe una legislación medioambientales, la empresa fabricante no tendrá en cuenta entre sus costes los daños ambientales provocados por el desarrollo de su actividad y los perjuicios derivados de la disminución de la calidad del agua serían soportados por todos los habitantes de la zona, se habla en estos casos de externalidades negativas a la producción.

## Gasto, coste, inversión
El concepto de coste debe ser diferenciado de otros conceptos cercanos como el de gasto o inversión. Se denomina gasto a los bienes y servicios adquiridos para la actividad productiva de una empresa, es un concepto asociado al momento de la adquisición de los factores a diferencia del costo que es el gasto consumido en la actividad productiva y que por tanto está vinculado al momento en que se incorporan al proceso productivo. La inversión viene del hecho de que ciertos gastos son consumidos en varios ejercicios.
Se considera el costo o inversión como un activo mientras que los gastos suelen ser pasivos. Los costos e inversión se pueden recuperar, no así los gastos.

## Clasificación de los costes
Existen diversos criterios de clasificación de los costes entre ellos la naturaleza de los mismos, la imputación a los factores productivos, etc.

### Según su naturaleza
- Materias primas y otros aprovisionamientos
- Servicios exteriores
- Mano de obra directa y/o indirecta
- Amortizaciones, que es el costo derivado de emplear activo fijo en la producción.
- Financieros, derivados del uso de recursos financieros externos.
- costes de oportunidad, que son aquellos costes en que incurren por no haber atendido a una inversión alternativa disponibles o también el valor de la mejor opción no realizada
- Costos indirectos de fabricación y prestación

### Costos explícitos e implícitos
Dado que en economía, además de transacciones monetarias (de lo cual se encarga principalmente la contabilidad), se estudia también cómo los individuos toman sus decisiones, se realiza una distinción entre costos implícitos y explícitos:
- Costo explícito es aquel expresable en términos monetarios; es decir, requiere uso de dinero para su pago.
- Costo implícito es aquel no expresable de forma monetaria; es decir, como coste de oportunidad

### Según la imputación de los factores a los productos
Dependiendo de la imputación de los factores a los productos que son objeto de fabricación se distingue entre costes directos y costes indirectos.
- Costes directos. Los costes directos se caracterizan por su cálculo que se puede asignar de forma cierta a un producto. A título de ejemplo en la fabricación de un periódico el coste de papel consumido es un coste directo, porque se puede saber con exactitud la cantidad de papel necesaria para confeccionar un periódico, mientras que el coste relativo a la limpieza de la nave de fabricación es un costo indirecto en la producción de un bien.
- Costes indirectos. Los costes indirectos se afectan globalmente y como no pueden ser asignados directamente a un producto, deben ser previamente distribuidos a través del denominado cuadro de reparto primario de costes.

### Distribución de los costes
Se considera que los costos son cedidos a las distintas secciones o departamentos de la empresa, como por ejemplo, departamento de compras, departamento de producción, departamento de administración,  departamento de ventas y financiero, etc. Cuando no se sabe exactamente a que departamento imputar un determinado coste, se imputará por defecto al departamento de administración, que cederá posteriormente todo el montante de costo al resto de los departamentos en el denominado Cuadro de Reparto Secundario, siguiendo algún tipo de criterio razonable.
Completado el cuadro de reparto primario, en el que no puede reflejarse ningún coste directo, las distintas secciones o departamentos de la empresa se reparten su coste entre ellas a través de algún criterio de reparto razonable. Este reparto de costes se hace en el cuadro de reparto secundario. Sólo quedarán con coste en esta etapa el departamento de producción y el departamento de ventas, por norma general, que finalmente repartirán sus costes al producto final terminado o casi terminado en función del consumo que el mismo haga de manera individual de cada departamento.

### Costos fijos y variables
Según la variación de los costes en función del nivel de actividad de una empresa se distingue entre costes variables y costes fijos:
- Coste variable, como su nombre indica recoge aquellos costes que varían al mismo ritmo que la producción, como ejemplo diríamos que el coste derivado del consumo de agua en una fábrica de refrescos es un coste claramente de carácter variable. Es relevante señalar que la clasificación de variable corresponde al coste total, esto es, que en la medida que cambie el elemento que lo hace variar en su totalidad variará proporcionalmente, sin embargo en términos unitarios en un escenario de economía perfecta y precios constantes, un coste que aparece como variable a nivel total tiene un comportamiento fijo a nivel unitario. A modo de ejemplo si una persona compra una billete para ir a un concierto el coste total corresponderá a una persona multiplicado por el precio de coste de la entrada al evento, si agregamos personas el coste total de asistir al evento variará proporcionalmente (supuesto no hay economías de escala), sin embargo al calcular el coste unitario (coste total dividido por asistentes) el coste unitario, tendrá directamente un comportamiento fijo, a ello se refieren los autores al decir que "Los costes variables totales tienen un comportamiento fijo a nivel unitario e inversamente ocurre para los costes que son fijos a niveles totales".

Ejemplos de costos variables:
- El consumo de combustible empleado en un vehículo.
- La depreciación de una maquinaria calculada en función de las horas de funcionamiento.
- Las comisiones de ventas pagadas a un vendedor.
- El alquiler de una dependencia en un centro comercial que tiene un pago en función de las ventas que este realice.

Todos los ejemplos antes mencionados tienen en común que "hay algo que los hace variar", en el caso del consumo del combustible varía en función de los kilómetros recorridos, la depreciación en función de las horas empleadas, las comisiones en función de las ventas realizadas al igual que el alquiler de la dependencia en el centro comercial.
- Coste fijo, estos costes son soportados por las empresas de manera independiente a la cantidad producida, en consecuencia el coste no aumenta cuando sube la cantidad producida, ni baja cuando lo hace la cantidad producida e incluso en el caso extremo hay que soportarlos aun cuando la cantidad producida sea nula. En la realidad los costes solo se comportan como fijos a corto plazo, pues a largo todos tienen carácter variable. En este sentido el coste de alquiler de un local contratado por un año, será un coste fijo durante ese tiempo anual que deberá ser pagado independiente de la cantidad fabricada o vendida de un bien.

Ejemplos de costes fijos:
- La depreciación de un vehículo calculada en función de los años de vida útil.
- Cuota mensual por seguro de incendio
- Sueldo base de un vendedor de productos.
- Alquiler de un centro comercial sin componentes variables.

En todos los ejemplos anteriores el coste permanece independiente de que haya o exista un nivel de actividad, es decir si la empresa cierra por vacaciones igualmente deberá asumir estos costes.

## Formulación de costes
El método del coste completo parte de que todos los costes en que incurre una empresa deben ser incorporados al coste final del producto. Los costes son en primer lugar clasificados según su naturaleza, en una segunda fase los costes ya clasificados son distribuidos y asignados a centros de coste que los aglutinan y posteriormente se imputan a los productos que fabrica la empresa. Usualmente descompone el coste en varias partes:
- Coste básico o directo = Consumo de materias primas + Mano de obra directa + energía + Otros costes directos
- Coste industrial = Coste directo + Costos generales industriales de carácter indirecto + Mano de obra indirecta de fabricación
- Coste de explotación = Coste industrial + Costes generales de administración y venta + Mano de obra indirecta de administración y ventas
- Coste de la empresa = Coste de explotación + costes financieros